# Nevada (Film, 1935)
Nevada (Originaltitel: Nevada) ist ein US-amerikanischer Western aus dem Jahr 1935 von Charles Barton mit Buster Crabbe und Kathleen Burke in den Hauptrollen. Das Drehbuch basiert auf dem gleichnamigen Roman von Zane Grey.

## Handlung
Im Jahr 1900 sind Jim Lacey, genannt Nevada, und sein Kumpan Cash Burridge auf der Flucht vor dem Gesetz, als sie Hettie Ide aus ihrem durchgegangenen Pferdewagen retten. In der Stadt Winthrope sehen sie, wie ein betrunkener Rancher bei einem Kartenspiel um seine Ranch betrogen wird. Jim gewinnt die Ranch zurück, aber es ist zu spät, denn der Rancher hat Selbstmord begangen, wodurch Jim der neue Besitzer wird, da er die Eigentumsübertragung hat. Als Rancher beteiligt sich Jim mit seinen Nachbarn an einem Viehtrieb, zu denen Hetties Vater Ben Ide und Clem Dillon gehören. Obwohl die Rancher befürchten, dass Viehdiebe ihre Herde angreifen, wenn sie eine Route nehmen, die zu nah an Mexiko vorbeiführt, wird diese Route bevorzugt, weil sie kürzer ist. Hettie schließt sich dem Treiben an und alles läuft gut, bis Cowboys auf mysteriöse Weise ermordet werden. Alle außer Ben und Hettie werden Jim gegenüber misstrauisch und bestehen darauf, dass er geht, was Jim auch tut, nachdem er mit Ben vereinbart hat, sein Vieh zu verkaufen.
Jim und Cash hören, wie Clem und der Rancher Cawthorne planen, alle zu töten und die Herde nach Mexiko zu bringen, und geben diese Information an Ben weiter. Am nächsten Morgen, als die Viehdiebe angreifen, sind die Rancher bereit, sich mit ihnen zu messen. Jim nimmt Clem fest, nachdem sich der Rest der Viehdiebe ergeben hat, aber eine Schusswunde schwächt ihn und er wird bewusstlos. Clem entkommt, wird aber vom Sheriff getötet. Jim ist von allen Verdachtsmomenten befreit und er und Hettie planen zu heiraten.

## Hintergrund
Gedreht wurde der Film ab dem 29. September 1935.
Einige Szenen wurden in Big Bear Lake gedreht, wo der Editor Jack Dennis an einer Lungenentzündung erkrankte.
Schon 1927 produzierte Paramount eine Verfilmung des Romans unter dem Titel Der Meuchelmörder von Nevada mit Gary Cooper in der Hauptrolle. Robert Mitchum spielte  1944 die Gauptrolle in dem Film Nevada, ein Film in einer von RKO Pictures produzierten Filmreihe von Gray-Romanen.
Hans Dreier und David S. Garber oblag die künstlerische Leitung.

## Veröffentlichung
Die Premiere des Films fand am 29. November 1935 statt. Im Deutschen  Reich kam er am 25. März 1936 in die Kinos.

## Kritiken
Die Variety beschrieb den Film als überdurchschnittlichen Western, der besonders gut gefilmt sei.
Auch das Magazin Harrison's Report nannte den Film einen recht guten Western, der mit großartigen Außenaufnahmen und schneller Action aufwarte.